# Dansyl-Derivate
| Dansyl-Derivate                                                                                    |
| -------------------------------------------------------------------------------------------------- |
| Dansylchlorid                                                                                      |
| Dansylhydrazid                                                                                     |
| Dansylamid                                                                                         |
| Dansylester                                                                                        |
| Dansylhydrazon (Aldehyd-Derivat)                                                                   |
| Dansylhydrazon (Keton-Derivat)                                                                     |
| R ist eine Organylgruppe, z. B. eine Methyl- oder Phenylgruppe. Der Dansyl-Rest ist blau markiert. |

Dansyl-Derivate sind chemische Verbindungen, die einen Dansyl-Rest enthalten. Die Abkürzung „Dansyl-“ steht dabei für einen 5-(Dimethylamino)-1-naphthalinsulfonyl-Rest.

## Dansylchlorid
Mit Dansylchlorid lassen sich viele Amine, Aminosäuren, Alkohole und Phenole in Dansylamide bzw. Dansylester überführen, die im UV-Licht eine sehr intensive Fluoreszenz zeigen.

### Dansyl-Aminosäuren – Endgruppenbestimmung von Peptiden und Proteinen
Dansyl-Aminosäuren bilden eine Gruppe von N-substituierten Aminosäuren mit einem Dansyl-Rest am Stickstoffatom der Aminogruppe. Diese Dansyl-Aminosäuren sind gegen saure Hydrolyse unempfindlich. Bei der Endgruppenbestimmung von Peptiden und Proteinen reagiert nur die jeweils endständige Aminosäure mit Dansylchlorid. Dann folgt eine Peptidspaltung. Die Dansyl-Aminosäure wird dann (chromatographisch) von den Aminosäuren abgetrennt und durch Vergleich mit einer authentischen Verbindung identifiziert.

## Dansylhydrazid
Mit Dansylhydrazid lassen sich viele Aldehyde und Ketone unter Wasserabspaltung Dansyl-substituierte Hydrazone überführen, die im UV-Licht eine intensive Fluoreszenz zeigen. Aldehyde und Ketone lassen sich so auch in geringen Mengen nachweisen und quantitativ bestimmen.